# 哈達哈
哈達哈（穆麟德轉寫：hadaha，？—1759年），字景端，瓜爾佳氏，滿洲鑲黄旗人，清朝開國功臣費英東之後，父為黑龍江將軍傅爾丹。

## 生平
曾任鑲紅旗滿洲都統。乾隆五年（1740）十一月庚午，接替來保，擔任工部尚書。
乾隆十四年（1749）四月戊戌，接替瑚寶，擔任兵部尚書，原工部尚書一職，由三和接任。
乾隆十四年十二月辛卯，乾隆皇帝認為三和「自補授工部尚書以來，事事周章不能妥協」，該日御門聽政，「遲誤不到，乃器小易盈，不足勝任」，將三和降為工部侍郎，哈達哈接任為工部尚書。
乾隆二十二年（1757）正月，準噶爾阿睦爾撒納起事期間，乾隆皇帝任命哈達哈為參贊大臣，前往科布多辦理軍務。後因追捕不力，遭到銷爵革職，發往熱河。
乾隆二十四年（1759），卒。

## 家庭
- 父黑龍江將軍傅爾丹。
- 子哈宁阿。妻章佳氏（父镶黄旗满洲两江总督尹继善）。
- 女瓜尔佳氏，嫁镶蓝旗满洲、西安将军勤肅公鄂弼（父大学士鄂尔泰）。

## 延伸阅读
[在维基数据编辑]
 《清史稿/卷314》，出自趙爾巽《清史稿》
 《清史稿/卷314》